# (13327) Reitsema
(13327) Reitsema (1998 SC24) – planetoida z pasa głównego asteroid okrążająca Słońce w ciągu 5,44 lat w średniej odległości 3,09 j.a. Odkryta 17 września 1998 roku.